# André Bourgault
André Bourgault était un sculpteur québécois né le 30 novembre 1898 à Saint-Jean-Port-Joli, et mort en 1957.

## Biographie
Il est le frère de Jean-Julien Bourgault et de Médard Bourgault, deux autres sculpteurs. Médard l'initie au métier. Les trois frères se font surnommer «les trois bérets». Son fils Roger-André Bourgault est aussi sculpteur.

## Musées et collections publiques
- Musée de sculpture sur bois des Anciens Canadiens, Saint-Jean-Port-Joli[4]
- Musée McCord[5]
- Musée de la civilisation[6]
- Musée Pierre-Boucher
- Musée Pop
- Musée des Filles de Jésus
- Musée des métiers d'art du Québec
- Royal British Columbia Museum
- Musée canadien de l'histoire
- Musée régional de Vaudreuil-Soulanges